# MUSIC@NOTE
MUSIC@NOTE（ミュージックノート）は、ポップカルチャーイベント・@JAMとタワーレコードのコラボレーションによるアイドルに特化したレコードレーベルである。

## 概要
@JAM総合プロデューサーの橋元恵一が中心となり、@JAMとタワーレコード両者が持つインフラとノウハウをすべて生かしてアイドルシーンの活性化を目指すとしている。
2018年7月31日設立を発表。第1弾アーティストはuijin、クマリデパート、CROWN POP、MIGMA SHELTERの4組であった。
@JAM EXPOでは、毎年@JAMナビゲーターとして期間限定ユニットを結成、オリジナル曲を歌唱しているが、2019年以降はMUSIC@NOTEからリリースされている。

## 参加アーティスト
- クマリデパート（2018年 - ）
- MIGMA SHELTER（2018年 - ）※2020年リリースのアルバム『ALICE』、シングル『Paralyzing』はクリムゾン印刷からリリース
- QUEENS（2022年 - ）
- PRSMIN（2023年 - ）

### 過去の参加アーティスト
- uijin（2018年 - 2020年）
- raymay（2020年）
- Lily of the valley（2021年）
- 転校少女*（2021年 - 2022年）
- Devil ANTHEM.（2020年 - 2023年）
- CROWN POP（2018年 - 2024年）

### 期間限定ユニット
- R2K（@JAM EXPO 2019） - 塩川莉世（転校少女*）、来栖りん（26時のマスカレイド）、白岡今日花（Task have Fun）[3]
- るかりな（@JAM EXPO 2020 → @JAM ONLINE FESTIVAL 2020） - 土光瑠璃子（FES☆TIVE）、的場華鈴（虹のコンキスタドール）、樋口なづな（SUPER☆GiRLS）[4]
- S.T.O（@JAM EXPO 2020 → @JAM ONLINE FESTIVAL 2020） - 里仲菜月（Task have Fun）、竹越くるみ（Devil ANTHEM.）、小野寺梓（真っ白なキャンバス）[3][5]
- FMF（@JAM EXPO 2020-2021） - 楓フウカ（クマリデパート）、森みはる（26時のマスカレイド）、熊澤風花（Task have Fun）[6]
- You Never Know（＠JAM EXPO 2022） - 優雨ナコ（クマリデパート）、峰島こまき（ナナランド）、咲真ゆか（MyDearDarlin'）[7]
- 夏の月を夢みて（＠JAM EXPO 2023 supported by UP-T） - 岡田彩夢（虹のコンキスタドール）、津代美月（JamsCollection）、仲川瑠夏（FRUITS ZIPPER）[8]